# 周明泰旧宅
周明泰旧宅是中国近代工业创始人之一周学熙的长子周明泰在天津的故居。周明泰曾任北洋政府总统府秘书、农商部参事、内务部参事、唐山华新纱厂董事长、上海信和纱厂董事长、上海茂华商业银行常务董事等职。建于1933年，位于当时的天津英租界的威灵顿道（今河北路277号），该建筑目前是天津市文物保护单位和重点保护等级历史风貌建筑。

## 历史
周明泰旧宅建于1933年，是由天津工商学院建筑系主任沈理源工程师按周明泰本人的意图设计而成。周明泰当时的居室在2楼阳面，东面和南面都有窗户，他将自己的居室定名为“幾禮居”，自名为“幾禮居主人”。周明泰的戏曲文献收藏都安置在幾禮居中。目前，几礼居是可以确知设计者的极少数天津藏书楼之一。自房子竣工到1949年，周明泰一直居住于此。1949年，周明泰开离津前往上海，他的女儿仍留在这栋楼内。几年后，周明泰将自己的珍藏捐献国家。该建筑现为天津市文物保护单位，由其后人和中盐天津市长芦盐业有限公司共同使用。

## 建筑
周明泰旧宅是一幢具有折中主义建筑特征的英国外廊式建筑，为砖木结构三层楼房（局部二层），正立面首层设有三联拱券前廊，为连列券史敞廊；二层部分设具有罗马遗风并饰以精致的花饰和波纹的双柱三开间阳台。该建筑的深褐色缸砖全部来自英国。其中，窗套上方的仙女雕饰象征着幸福吉祥，呈中西合壁风格，仙女的长发为西式，而脸部有中式特征。建筑内部门窗皆为菲律宾木，卫生间瓷砖为绿色，楼为深褐色缸砖，窗台为汉白玉，钢窗上镶嵌着空心玻璃，具有保温隔热效能。一楼回廊内设有40多平方米的阳面大客厅，客厅顶部有拱形装饰，两侧设有古希腊雕塑风格水波纹旋涡纹装饰的廊柱。建筑楼顶设有方亭。

## 内部链接
- 周学熙旧居